# Giga

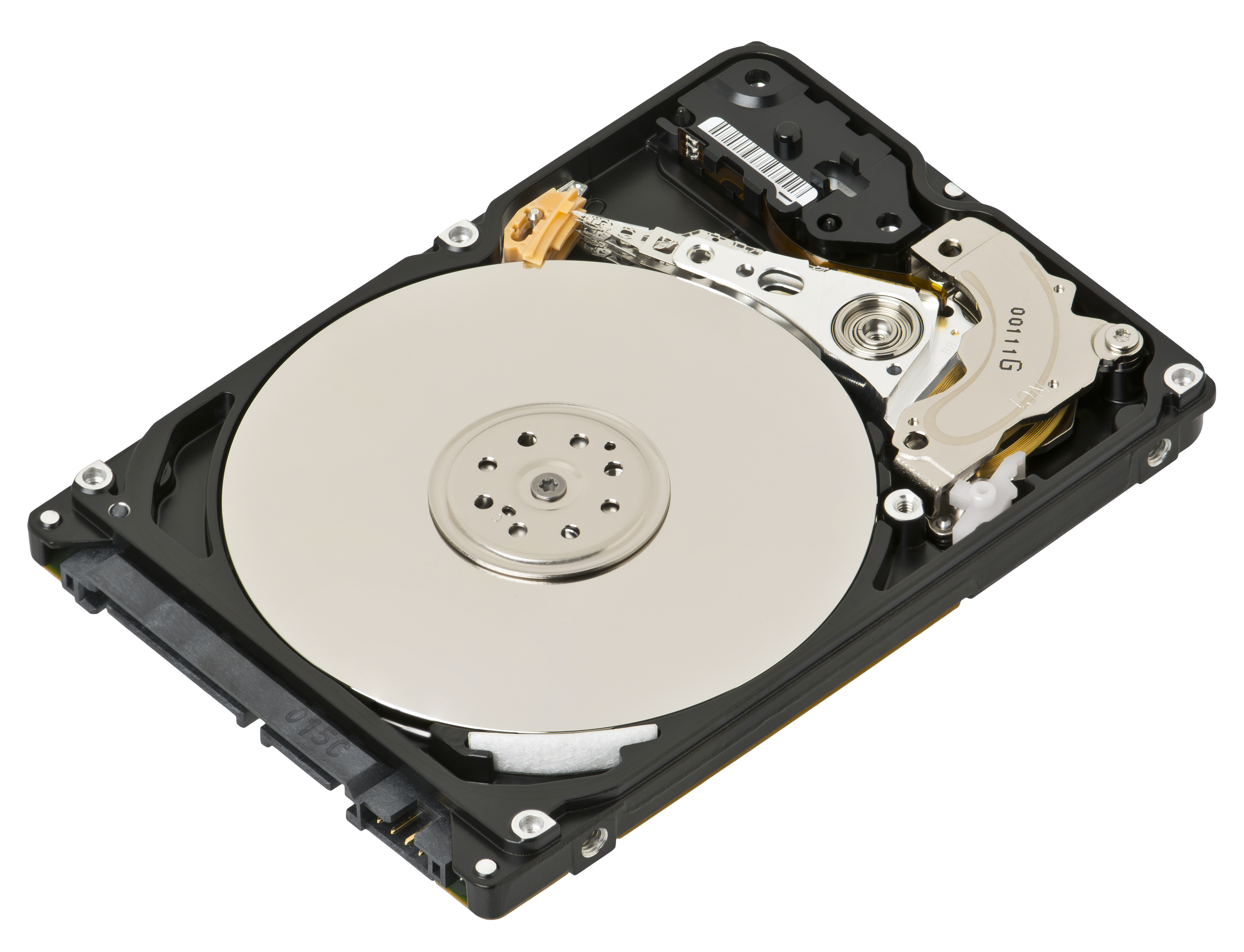
Este é um disco rígido Western Digital Scorpio Blue de 500GB com conexões SATA, comum em laptops

Giga (símbolo G) é um prefixo do SI de unidades que denota um fator de 109, ou 1 000 000 000.
Adotado em 1960, o prefixo vem do grego γίγας, significando gigante.
Em informática, giga pode muitas vezes significar 1 073 741 824 (230) para as unidades de informação, como gigabit ou gigabyte, mas também pode denotar 1 000 000 000 de outras quantidades, como taxas de transferência: 1 gigabit/s = 1 000 000 000 bit/s. O prefixo binário gibi foi sugerido para 230, de modo a eliminar esta ambiguidade, porém ainda não obteve um uso generalizado.
| Prefixo  | Prefixo | Base 10 | Decimal     | Adoção |
| Nome     | Símbolo | Base 10 | Decimal     | Adoção |
| -------- | ------- | ------- | ----------- | ------ |
| quetta   | Q       | 1030    | 1000        | 2022   |
| ronna    | R       | 1027    | 1000        | 2022   |
| yotta    | Y       | 1024    | 1000        | 1991   |
| zetta    | Z       | 1021    | 1000        | 1991   |
| exa      | E       | 1018    | 1000        | 1975   |
| peta     | P       | 1015    | 1000        | 1975   |
| tera     | T       | 1012    | 1000        | 1960   |
| giga     | G       | 109     | 1000        | 1960   |
| mega     | M       | 106     | 1000        | 1873   |
| quilo    | k       | 103     | 1000        | 1795   |
| hecto    | h       | 102     | 100         | 1795   |
| deca     | da      | 101     | 10          | 1795   |
| —        | —       | 100     | 1           | —      |
| deci     | d       | 10−1    | 0,1         | 1795   |
| centi    | c       | 10−2    | 0,01        | 1795   |
| milli    | m       | 10−3    | 0,001       | 1795   |
| micro    | μ       | 10−6    | 0,000001    | 1873   |
| nano     | n       | 10−9    | 0,000000001 | 1960   |
| pico     | p       | 10−12   | 0,000000001 | 1960   |
| femto    | f       | 10−15   | 0,000000001 | 1964   |
| atto     | a       | 10−18   | 0,000000001 | 1964   |
| zepto    | z       | 10−21   | 0,000000001 | 1991   |
| yocto    | y       | 10−24   | 0,000000001 | 1991   |
| ronto    | r       | 10−27   | 0,000000001 | 2022   |
| quecto   | q       | 10−30   | 0,000000001 | 2022   |
| Notas 1. |         |         |             |        |